# Lautaro Martínez
Pour les articles homonymes, voir Martínez.
Lautaro Martínez, né le 22 août 1997 à Bahía Blanca en Argentine, est un footballeur international argentin évoluant au poste d'attaquant à l'Inter Milan.  
Avec l'Argentine, Martínez remporte la Coupe du monde en 2022 ainsi que la Copa América en 2021 et 2024.

## Biographie

### Jeunesse
Originaire de Bahía Blanca, capitale argentine du basket-ball, il pratique les deux sports à bon niveau mais finit par privilégier le football à 15 ans.
Il fait partie d'une famille de sportifs, sa grand-mère jouait au football, son petit frère Jano est espoir du basket-ball argentin et son aîné, Alan est défenseur central dans les divisions inférieures. Son père a également joué dans de nombreux clubs de football locaux.
Grand espoir local, il est observé par Boca Juniors en 2012 mais n'est pas retenu même le club xeneize tentera de le récupérer plus tard, sans succès. River Plate, Vélez Sarsfield et le Racing Club le pistent également. Il finit par rejoindre le club d'Avellaneda.

### En club

#### Racing Club (2015-2018)
Lautaro Martínez, surnommé El Toro, fait ses débuts professionnels en championnat d'Argentine avec le Racing Club le 1er novembre 2015 lors d'un match contre Crucero Del Norte, il remplace Diego Milito à la 80e minute. En 2016, il participe à trois rencontres de championnat. Il devient un titulaire indiscutable dans son club au cours de la saison 2016-2017 où il participe à 23 rencontres.
Le 30 janvier 2016, il inscrit son premier but avec les professionnels à l'occasion d'un match amical lors du Torneos de Verano face au CA Independiente. Son premier but en championnat a lieu le 20 novembre 2016 sur la pelouse du Club Atlético Huracán. En 2016-2017, il inscrit neuf buts pour sa première saison complète avec le Racing. En 2017, il participe à la Copa Sudamericana avec le Racing Club.
Lors de la saison 2017-2018, il inscrit 13 buts en championnat et termine deuxième meilleur buteur. Il découvre également la Copa Libertadores où il marque cinq buts en six matchs. Il réalise notamment un triplé dans cette compétition le 28 février 2018 contre Cruzeiro. Il permet à son équipe de l'emporter ce jour-là (4-2 score final).

#### Inter Milan (depuis 2018)
Victor Blanco a indiqué que Martínez allait rejoindre l'Inter Milan pour la saison 2018-2019 de Serie A mais qu'il essayerait d'obtenir un prêt jusqu'à décembre 2018 afin que Martínez puisse continuer la campagne de Copa Libertadores avec le Racing Club. 
Le 4 juillet 2018, il s'engage en faveur de l'Inter pour une durée de cinq ans, soit jusqu'en juin 2023. Le montant du transfert est estimé à 23 millions d'euros.
Il débute en Serie A dès la première journée face à l'US Sassuolo en tant que titulaire, défaite 1-0.

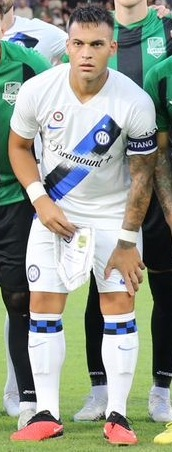
Capitaine de l'Inter en 2023.

Après une absence d'un mois, il inscrit son premier but en championnat avec l'Inter Milan face à Cagliari Calcio victoire 2-0. Malgré un faible temps de jeu, il se montre présent pour l'équipe. Lors de la réception du SSC Naples, il entre en jeu et finit par marquer l'unique but du match dans le temps additionnel, permettant donc à son équipe de gagner. Il inscrit son premier doublé en Europe en Coppa Italia face à Benevento.
Le 2 octobre 2019, il inscrit son premier but en Ligue des champions face au FC Barcelone mais ne peut empêcher la défaite de son équipe à la suite du doublé inscrit par Luis Suarez durant la deuxième période (défaite, 2-1).
Le 20 octobre 2019, il inscrit son premier doublé en Serie A contre l'US Sassuolo qui sera importantissime puisque son équipe l'emporte 4-3. 
Avec l'Inter, il dispute la finale de la Ligue Europa 2020 face au FC Séville à Cologne mais s'inclinera 3-2.
Il est sacré champion d'Italie avec l'Inter lors de la saison 2020-2021.
En octobre 2021, Martínez prolonge son contrat avec les Nerazzurri jusqu'en juin 2026.
Avec son club, il réalise une très bonne saison 2022-2023, parvenant à remporter la Coupe d'Italie et disputer la finale de la Ligue des champions, ce qui n'était plus arrivé au club depuis 2010, et l'année du Triplé.
Lors de la saison 2023-2024, il affiche un niveau encore plus élevé que les précédentes. Longtemps considéré comme un attaquant généreux et collectif mais parfois maladroit, il parvient désormais à conclure la plupart de ses nombreuses occasions. Le 30 septembre 2023, il inscrit un quadruplé en 27 minutes après être rentré en jeu face à la Salernitana (victoire 4-0). Le 6 décembre 2023, il remporte le prix de la Performance de l'Année par La Gazzetta dello Sport. Il est le troisième joueur de l'histoire de l'Inter à avoir au moins marqué 20 buts lors de trois saisons consécutives derrière Giuseppe Meazza (5 saisons) et Stefano Nyers (4).
Sur l'année civile 2023, il établit un nouveau record pour l'Inter avec 29 buts inscrits, dépassant Christian Vieri en 2001 et Diego Milito en 2011 qui avaient inscrit 28 buts sur une année.
Il est sacré champion d'Italie pour la seconde fois après la victoire 2-1 face au Milan dans le derby de la Madonnina le 22 février 2024.
En août 2024, il prolonge son contrat jusqu'en juin 2029,.

### En équipe nationale

#### Équipes de jeunes
Avec les moins de 20 ans, il participe au championnat de la CONMEBOL des moins de 20 ans en 2017. Lors de cette compétition, il inscrit cinq buts. Il marque contre le Pérou, la Colombie et le Brésil, avant d'inscrire un doublé contre le Venezuela. L'Argentine se classe quatrième du tournoi.
Il dispute quelques mois plus tard la Coupe du monde des moins de 20 ans organisée en Corée du Sud. Lors de la première rencontre disputée face à l'Angleterre, il écope d'un carton rouge. Cette expulsion s'effectue avec l'aide de l'arbitrage vidéo, ce qui constitue une première. Suspendu lors du second match face à la Corée du Sud, il se rattrape en marquant un doublé lors du troisième match contre la Guinée.

#### Sélection argentine
Le 23 mars 2018, Martínez fait ses débuts avec l'Argentine contre l'Espagne. Entré en jeu à la place de Gonzalo Higuaín, il assiste à une lourde défaite 6-1. Présent dans la liste initiale de 35 joueurs, il n'est finalement pas retenu par Jorge Sampaoli pour disputer la Coupe du monde 2018 en Russie,. 
Il inscrit son premier but lors de sa deuxième apparition sous le maillot de l'Albiceleste, le 11 octobre 2018 lors de la victoire des Argentins face à l'Irak (4-0). 
Le 10 septembre 2019, Martínez réalise son premier triplé en sélection lors d'une rencontre amicale contre le Mexique (4-0).
Il fait partie de la liste des 28 joueurs retenus par Lionel Scaloni, le sélectionneur de L'Albiceleste, pour participer à la Copa América 2021. Lors de ce tournoi il joue six matchs dont cinq comme titulaire. Il marque également trois buts et est sacré vainqueur de la compétition, l'Argentine s'imposant en final contre le Brésil (1-0), 28 ans après son dernier titre.
À la suite de la victoire à la Copa América 2021 et de ses bonnes performances, il est désormais l'avant-centre titulaire de l'équipe nationale. Il inscrit cinq buts en huit matchs pour la fin des éliminatoires de la Coupe du monde 2022. Dont trois donnant la victoire à son équipe face au Pérou, la Chili et la Colombie, éliminant quasiment ces deux dernières de la course à la qualification,,.
Le 11 novembre 2022, il est sélectionné par Lionel Scaloni pour participer à la Coupe du monde 2022 qu'il finit par gagner avec sa séléction aux côtés de Lionel Messi. Il est titulaire pour les deux premiers matchs face à l'Arabie saoudite (défaite 1-2) et au Mexique (victoire 2-0) et voit l'annulation de son but face à l'Arabie saoudite faire polémique car il s'agirait d'une erreur technique de la VAR et qu'il était licite. Il perd ensuite sa place de titulaire au profit de Julián Álvarez et finalement il n'inscrira aucun but, même s'il entre en jeu à presque tous les matchs. Il est tout de même déterminant lors de la séance de tirs au but face au Pays-Bas en quarts de finale lorsqu'il inscrit le tir au but de la victoire (2-2, t.a.b 3-4). Il est désigné cinquième tireur pour la séance de tirs au but en finale face à la France mais n'a pas besoin de tirer, le quatrième tir au but de Gonzalo Montiel offrant la victoire à son pays.
Un an après le sacre, il explique ses difficultés en raison d'une blessure à la cheville contractée avec l'Inter : « Je n’ai pas voulu m’arrêter car Correa et Lukaku étaient déjà blessés. J’étais le seul attaquant. J’ai joué sous infiltrations », « je ne voulais pas rater le Mondial », « Contre l’Arabie saoudite, j’avais mal, j’ai aussi joué sous infiltrations. Idem face au Mexique », « J’ai essayé de revenir mais c’était impossible. Je me suis enfermé et j’ai pleuré. J’ai passé un mauvais moment. Je devais être le buteur de l’ère Scaloni ».

## Style de jeu
Martínez est parfois comparé à Carlos Tévez dans son style de jeu. Relativement de petite taille pour un attaquant (1,74m), rapide, musclé et bon techniquement, il court à tous les coins du terrain et se montre combatif sur chaque ballon ce qu'il explique par sa formation de défenseur central : « je donnais des coups. J’étais rapide au duel. Même si je ne parvenais pas à toucher le ballon, j’arrivais à avoir l’attaquant. ». C'est ce style de jeu généreux tout en puissance et harcèlement des joueurs adverses qui lui a donné son surnom d'El Toro (le taureau).
Joueur de basket-ball confirmé, il peut s’appuyer sur une détente verticale efficace qui lui permet de s'imposer dans le jeu aérien.
Toutefois, sa débauche d'énergie dans les courses peut lui valoir un manque de lucidité et parfois manquer des occasions. Son taux de concrétisation d'occasions ou de tirs était plutôt faible pour un attaquant de grand club européen. Toutefois à partir de la saison 2022-2023, il devient beaucoup plus clinique et parvient à devenir un vrai buteur efficace.

## Statistiques

### Statistiques détaillées
| Saison                | Club                  | Championnat           | Championnat | Championnat | Championnat | Coupe(s) nationale(s) | Coupe(s) nationale(s) | Coupe(s) nationale(s) | Supercoupe | Supercoupe | Supercoupe | Compétition(s) continentale(s) | Compétition(s) continentale(s) | Compétition(s) continentale(s) | Compétition(s) continentale(s) | Coupe du monde des clubs | Coupe du monde des clubs | Coupe du monde des clubs | Argentine | Argentine | Argentine | Total | Total | Total |
| Saison                | Club                  | Division              | M.          | B.          | P.d.        | M.                    | B.                    | P.d.                  | M.         | B.         | P.d.       | Comp.                          | M.                             | B.                             | P.d.                           | M.                       | B.                       | P.d.                     | M.        | B.        | P.d.      | M.    | B.    | P.d.  |
| 2015                  | Racing Club           | PRD                   | 1           | 0           | 0           | -                     | -                     | -                     | -          | -          | -          | -                              | -                              | -                              | -                              | -                        | -                        | -                        | -         | -         | -         | 1     | 0     | 0     |
| 2016                  | Racing Club           | PRD                   | 3           | 0           | 0           | -                     | -                     | -                     | -          | -          | -          | -                              | -                              | -                              | -                              | -                        | -                        | -                        | -         | -         | -         | 3     | 0     | 0     |
| 2016-2017             | Racing Club           | PRD                   | 23          | 9           | 1           | 2                     | 0                     | 0                     | -          | -          | -          | CS                             | 5                              | 0                              | 0                              | -                        | -                        | -                        | -         | -         | -         | 30    | 9     | 1     |
| 2017-2018             | Racing Club           | PRD                   | 21          | 13          | 4           | 1                     | 0                     | 0                     | -          | -          | -          | CL                             | 6                              | 5                              | 0                              | -                        | -                        | -                        | 1         | 0         | 0         | 29    | 18    | 4     |
| Sous-total            | Sous-total            | Sous-total            | 48          | 22          | 5           | 3                     | 0                     | 0                     | -          | -          | -          | -                              | 11                             | 5                              | 0                              | -                        | -                        | -                        | 1         | 0         | 0         | 63    | 27    | 5     |
| 2018-2019             | Inter Milan           | SEA                   | 27          | 6           | 2           | 2                     | 2                     | 0                     | -          | -          | -          | C1+C3                          | 3+3                            | 0+1                            | 0                              | -                        | -                        | -                        | 10        | 6         | 0         | 45    | 15    | 2     |
| 2019-2020             | Inter Milan           | SEA                   | 35          | 14          | 3           | 3                     | 0                     | 1                     | -          | -          | -          | C1+C3                          | 6+5                            | 5+2                            | 1+1                            | -                        | -                        | -                        | 6         | 3         | 0         | 55    | 24    | 6     |
| 2020-2021             | Inter Milan           | SEA                   | 38          | 17          | 6           | 4                     | 1                     | 0                     | -          | -          | -          | C1                             | 6                              | 1                              | 1                              | -                        | -                        | -                        | 12        | 5         | 1         | 60    | 24    | 8     |
| 2021-2022             | Inter Milan           | SEA                   | 35          | 21          | 3           | 5                     | 2                     | 1                     | 1          | 1          | 0          | C1                             | 8                              | 1                              | 0                              | -                        | -                        | -                        | 9         | 6         | 3         | 58    | 31    | 7     |
| 2022-2023             | Inter Milan           | SEA                   | 38          | 21          | 6           | 5                     | 3                     | 1                     | 1          | 1          | 0          | C1                             | 13                             | 3                              | 3                              | -                        | -                        | -                        | 10        | 1         | 1         | 67    | 29    | 11    |
| 2023-2024             | Inter Milan           | SEA                   | 33          | 24          | 3           | 1                     | 0                     | 0                     | 2          | 1          | 0          | C1                             | 8                              | 2                              | 0                              | -                        | -                        | -                        | 16        | 8         | 1         | 60    | 35    | 4     |
| 2024-2025             | Inter Milan           | SEA                   | 31          | 12          | 3           | 2                     | 0                     | 0                     | 2          | 1          | 0          | C1                             | 14                             | 9                              | 0                              | 4                        | 2                        | 0                        | 6         | 3         | 1         | 59    | 27    | 4     |
| Sous-total            | Sous-total            | Sous-total            | 237         | 115         | 26          | 22                    | 8                     | 3                     | 6          | 4          | 0          | -                              | 67                             | 24                             | 6                              | 4                        | 2                        | 0                        | 69        | 32        | 7         | 405   | 185   | 42    |
| Total sur la carrière | Total sur la carrière | Total sur la carrière | 285         | 137         | 31          | 25                    | 8                     | 3                     | 6          | 4          | 0          | -                              | 78                             | 29                             | 6                              | 4                        | 2                        | 0                        | 70        | 32        | 7         | 468   | 212   | 47    |

### En sélection nationale
| Saison                | Sélection             | Phases finales        | Phases finales | Phases finales | Phases finales | Éliminatoires CDM | Éliminatoires CDM | Éliminatoires CDM | Matchs amicaux | Matchs amicaux | Matchs amicaux | Total | Total | Total |
| Saison                | Sélection             | Compétition           | M              | B              | Pd             | M                 | B                 | Pd                | M              | B              | Pd             | M     | B     | Pd    |
| --------------------- | --------------------- | --------------------- | -------------- | -------------- | -------------- | ----------------- | ----------------- | ----------------- | -------------- | -------------- | -------------- | ----- | ----- | ----- |
| 2017-2018             | Argentine             | Coupe du monde 2018   | -              | -              | -              | -                 | -                 | -                 | 1              | 0              | 0              | 1     | 0     | 0     |
| 2018-2019             | Argentine             | Copa América 2019     | 4              | 2              | 0              | -                 | -                 | -                 | 6              | 4              | 0              | 10    | 6     | 0     |
| 2019-2020             | Argentine             | -                     | -              | -              | -              | -                 | -                 | -                 | 6              | 3              | 0              | 6     | 3     | 0     |
| 2020-2021             | Argentine             | Copa América 2021     | 6              | 3              | 0              | 6                 | 2                 | 1                 | -              | -              | -              | 12    | 5     | 1     |
| 2021-2022             | Argentine             | Finalissima 2022      | 1              | 1              | 1              | 8                 | 5                 | 2                 | -              | -              | -              | 9     | 6     | 3     |
| 2022-2023             | Argentine             | Coupe du monde 2022   | 6              | 0              | 0              | -                 | -                 | -                 | 4              | 1              | 1              | 10    | 1     | 1     |
| 2023-2024             | Argentine             | Copa América 2024     | 6              | 5              | 0              | 6                 | 0                 | 0                 | 4              | 3              | 1              | 16    | 8     | 1     |
| 2024-2025             | Argentine             | -                     | -              | -              | -              | 6                 | 3                 | 1                 | -              | -              | -              | 6     | 3     | 1     |
| Total sur la carrière | Total sur la carrière | Total sur la carrière | 23             | 11             | 1              | 26                | 10                | 4                 | 21             | 11             | 2              | 70    | 32    | 7     |

### Buts internationaux
| Buts en sélection de Lautaro Martínez | Buts en sélection de Lautaro Martínez | Buts en sélection de Lautaro Martínez | Buts en sélection de Lautaro Martínez                   | Buts en sélection de Lautaro Martínez | Buts en sélection de Lautaro Martínez | Buts en sélection de Lautaro Martínez | Buts en sélection de Lautaro Martínez |
| 0                                     | Date                                  | Sel.                                  | Lieu                                                    | Adversaire                            | Score                                 | Résultat                              | Compétition                           |
| ------------------------------------- | ------------------------------------- | ------------------------------------- | ------------------------------------------------------- | ------------------------------------- | ------------------------------------- | ------------------------------------- | ------------------------------------- |
| 1                                     | 11 octobre 2018                       | 2                                     | Stade du Prince Faisal bin Fahd, Riyad, Arabie saoudite | Irak                                  | 1-0                                   | 4-0                                   | Match amical                          |
| 2                                     | 22 mars 2019                          | 5                                     | Wanda Metropolitano, Madrid, Espagne                    | Venezuela                             | 1-2                                   | 1-3                                   | Match amical                          |
| 3                                     | 8 juin 2019                           | 7                                     | Estadio del Bicentenario, San Juan, Argentine           | Nicaragua                             | 3-0                                   | 5-1                                   | Match amical                          |
| 4                                     | 8 juin 2019                           | 7                                     | Estadio del Bicentenario, San Juan, Argentine           | Nicaragua                             | 4-0                                   | 5-1                                   | Match amical                          |
| 5                                     | 23 juin 2019                          | 9                                     | Arena do Gremio, Porto Alegre, Brésil                   | Qatar                                 | 0-1                                   | 0-2                                   | Copa América 2019                     |
| 6                                     | 28 juin 2019                          | 10                                    | Stade Maracanã, Rio de Janeiro, Brésil                  | Venezuela                             | 0-1                                   | 0-2                                   | Copa América 2019                     |
| 7                                     | 11 septembre 2019                     | 13                                    | Alamodome, San Antonio, États-Unis                      | Mexique                               | 1-0                                   | 4-0                                   | Match amical                          |
| 8                                     | 11 septembre 2019                     | 13                                    | Alamodome, San Antonio, États-Unis                      | Mexique                               | 2-0                                   | 4-0                                   | Match amical                          |
| 9                                     | 11 septembre 2019                     | 13                                    | Alamodome, San Antonio, États-Unis                      | Mexique                               | 4-0                                   | 4-0                                   | Match amical                          |
| 10                                    | 13 octobre 2020                       | 19                                    | Estadio Hernando Siles, La Paz, Bolivie                 | Bolivie                               | 1-1                                   | 1-2                                   | Qualif CDM 2022                       |
| 11                                    | 18 novembre 2020                      | 21                                    | Estadio Nacional, Lima, Pérou                           | Pérou                                 | 0-2                                   | 0-2                                   | Qualif CDM 2022                       |
| 12                                    | 28 juin 2021                          | 26                                    | Estadio Arena Pantanal, Cuiaba, Brésil                  | Bolivie                               | 1-4                                   | 1-4                                   | Copa América 2021                     |
| 13                                    | 4 juillet 2021                        | 27                                    | Estádio Olímpico Teixeira, Goiânia, Brésil              | Équateur                              | 2-0                                   | 3-0                                   | Copa América 2021                     |
| 14                                    | 7 juillet 2021                        | 28                                    | Estádio Nacional Garrincha, Brasilia, Brésil            | Colombie                              | 1-0                                   | 1-1 3-2 t.a.b                         | Copa América 2021                     |
| 15                                    | 3 septembre 2021                      | 30                                    | Estadio Olímpico, Caracas, Venezuela                    | Venezuela                             | 0-1                                   | 1-3                                   | Qualif CDM 2022                       |
| 16                                    | 11 octobre 2021                       | 32                                    | El Monumental, Buenos Aires, Argentine                  | Uruguay                               | 3-0                                   | 3-0                                   | Qualif CDM 2022                       |
| 17                                    | 15 octobre 2021                       | 33                                    | El Monumental, Buenos Aires, Argentine                  | Pérou                                 | 1-0                                   | 1-0                                   | Qualif CDM 2022                       |
| 18                                    | 28 janvier 2022                       | 36                                    | Estadio Zorros del Desierto (en), Calama, Chili         | Chili                                 | 1-2                                   | 1-2                                   | Qualif CDM 2022                       |
| 19                                    | 2 février 2022                        | 37                                    | El Monumental, Buenos Aires, Argentine                  | Colombie                              | 1-0                                   | 1-0                                   | Qualif CDM 2022                       |
| 20                                    | 1er juin 2022                         | 38                                    | Stade de Wembley, Londres, Royaume-Uni                  | Italie                                | 0-1                                   | 0-3                                   | Finalissima 2022                      |
| 21                                    | 24 septembre 2022                     | 39                                    | Hard Rock Stadium, Miami, États-Unis                    | Honduras                              | 1-0                                   | 3-0                                   | Match amical                          |
| 22                                    | 26 mars 2024                          | 56                                    | Los Angeles Memorial Coliseum, Los Angeles, États-Unis  | Costa Rica                            | 3-1                                   | 3-1                                   | Match amical                          |
| 23                                    | 15 juin 2024                          | 58                                    | FedEx Field, Landover, États-Unis                       | Guatemala                             | 2-1                                   | 4-1                                   | Match amical                          |
| 24                                    | 15 juin 2024                          | 58                                    | FedEx Field, Landover, États-Unis                       | Guatemala                             | 3-1                                   | 4-1                                   | Match amical                          |
| 25                                    | 21 juin 2024                          | 59                                    | Mercedes-Benz Stadium, Atlanta, États-Unis              | Canada                                | 2-0                                   | 2-0                                   | Copa América 2024                     |
| 26                                    | 25 juin 2024                          | 60                                    | MetLife Stadium, East Rutherford, États-Unis            | Chili                                 | 1-0                                   | 1-0                                   | Copa América 2024                     |
| 27                                    | 29 juin 2024                          | 61                                    | Hard Rock Stadium, Miami Gardens, États-Unis            | Pérou                                 | 1-0                                   | 2-0                                   | Copa América 2024                     |
| 28                                    | 29 juin 2024                          | 61                                    | Hard Rock Stadium, Miami Gardens, États-Unis            | Pérou                                 | 2-0                                   | 2-0                                   | Copa América 2024                     |
| 29                                    | 14 juillet 2024                       | 64                                    | Hard Rock Stadium, Miami Gardens, États-Unis            | Colombie                              | 1-0                                   | 1-0                                   | Copa América 2024                     |
| 30                                    | 15 octobre 2024                       | 68                                    | El Monumental, Buenos Aires, Argentine                  | Bolivie                               | 2-0                                   | 6-0                                   | Qualif CDM 2026                       |
| 31                                    | 14 novembre 2024                      | 69                                    | Estadio Defensores del Chaco, Asunción, Paraguay        | Paraguay                              | 0-1                                   | 2-1                                   | Qualif CDM 2026                       |
| 32                                    | 19 novembre 2024                      | 70                                    | La Bombonera, Buenos Aires, Argentine                   | Pérou                                 | 1-0                                   | 1-0                                   | Qualif CDM 2026                       |

## Palmarès
| Inter Milan (7) | Équipe d'Argentine (4) |
| --- | --- |
| - Serie A - Champion : 2021 et 2024 - Vice-champion : 2020, 2022 et 2025 - Coupe d'Italie - Vainqueur : 2022 et 2023 - Supercoupe d'Italie - Vainqueur : 2021, 2022, 2023 - Finaliste : 2024 - Ligue des champions - Finaliste : 2023, 2025 - Ligue Europa - Finaliste : 2020 | - Coupe du monde - Vainqueur : 2022 - Copa América - Vainqueur : 2021 et 2024 - Troisième : 2019 - Coupe des champions CONMEBOL–UEFA - Vainqueur : 2022 |

### Distinctions personnelles
- Co-meilleur buteur du Championnat d'Amérique du Sud des moins de 20 ans 2017 (5 buts), avec Rodrigo Amaral, Bryan Cabezas et Marcelo Torres (en)
- 7e du Ballon d'Or 2024
- Meilleur buteur de Serie A de la saison de Serie A 2023-2024
- Meilleur joueur de Serie A de la saison de Serie A 2023-2024
- Meilleur buteur de la Copa América 2024 (5 buts)
- Membre de l'équipe-type de la Copa América 2024